# Wilhelm-Bracke-Gesamtschule
Die Wilhelm-Bracke-Gesamtschule ist eine Integrierte Gesamtschule mit gymnasialer Oberstufe im Braunschweiger Stadtteil Weststadt. Sie ist die älteste von heute insgesamt fünf Integrierten Gesamtschulen in der Stadt Braunschweig. Sie befindet sich am Rheinring im Norden der Weststadt im Bereich „Z“ an der Grenze zum Rheinviertel und dem Westpark.
Die IGS ist eine Ganztagsschule, in der in den Jahrgängen 5 bis 13 derzeit 1366 Schüler unterrichtet werden. Die Gesamtschule wurde nach dem Braunschweiger Sozialdemokraten, Verleger und Publizisten Wilhelm Bracke (1842–1880) benannt.

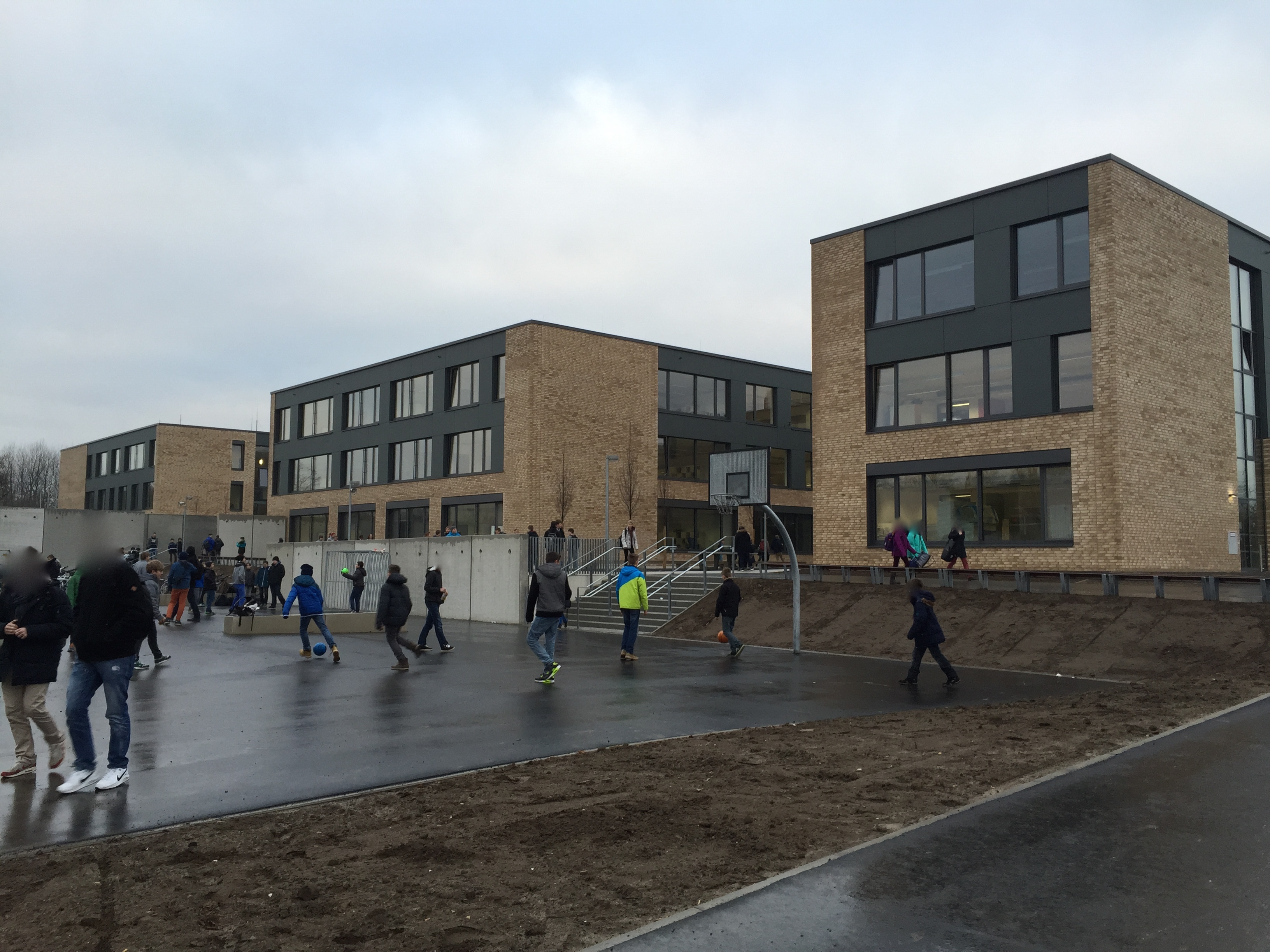
Neue Wilhelm-Bracke-Gesamtschule Braunschweig

## Geschichte
Die Integrierte Gesamtschule in der Weststadt nahm 1971 ihren Schulbetrieb auf und war zunächst im Gebäude der Volksschule Rothenburg untergebracht. Am 18. Juli 1972 wurde die Auftragsvergabe für den Bau der Integrierten Gesamtschule Weststadt durchgeführt. Am 28. Juni 1973 fand das Richtfest für den damaligen Neubau statt.

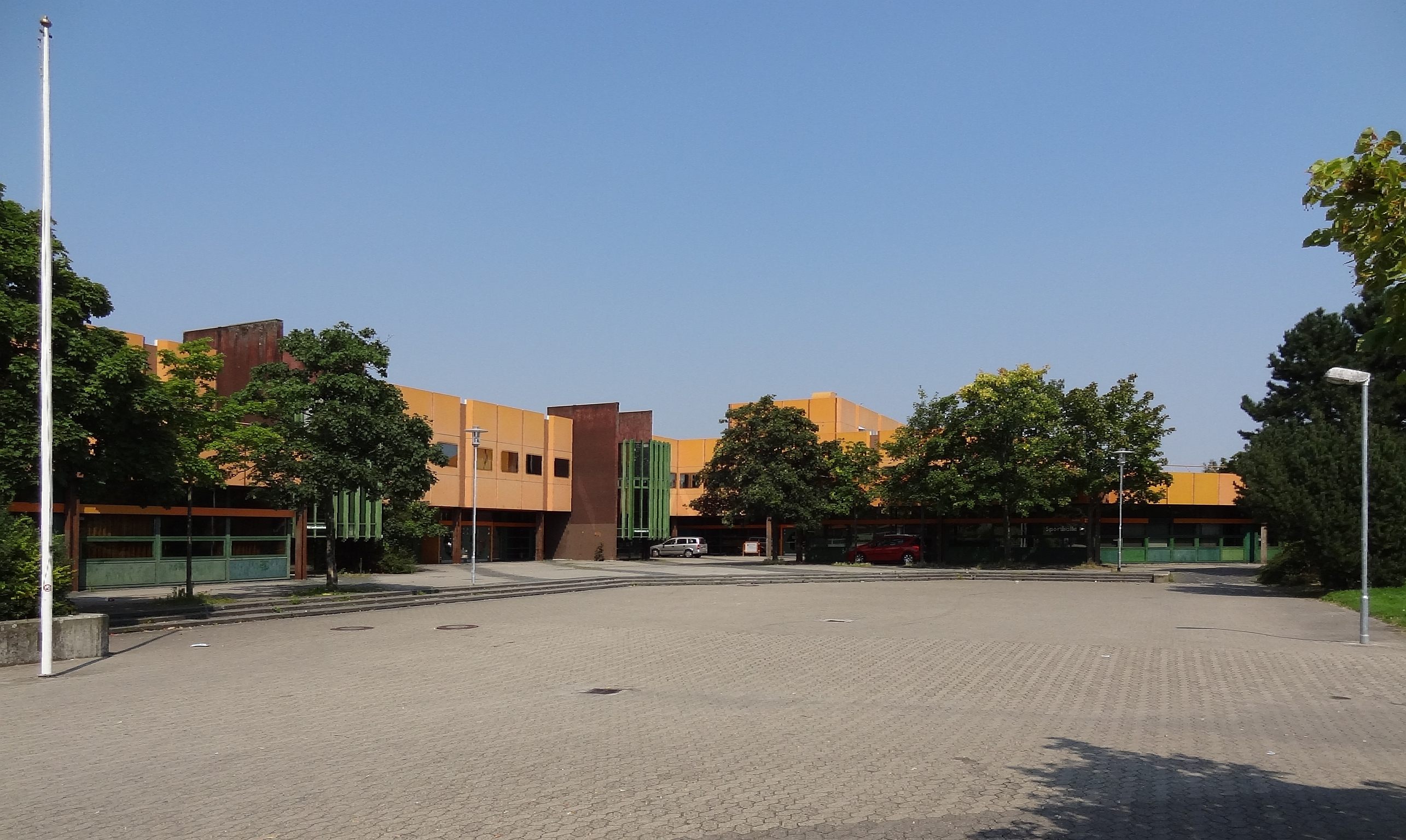
Ansicht des Eingangsbereiches der alten IGS-West

Am 15. August 1974 begann der Schulbetrieb im zunächst nur teilweise nutzbaren Gebäude der Integrierten Gesamtschule Braunschweig-Weststadt. Am 2. Juni 1975 eröffnete die Zweigstelle Weststadt der Öffentlichen Bücherei im Gebäude der Integrierten Gesamtschule. Am 18. November 1975 fand die offizielle Eröffnung des ehemaligen Neubaus der Integrierten Gesamtschule Braunschweig-Weststadt statt.
Bei der Ratssitzung am 30. Juni 1981 beschloss der Rat der Stadt die Umbenennung der Integrierten Gesamtschule Weststadt in „Wilhelm-Bracke-Gesamtschule“. Am 17. September 1981 erfolgte schließlich die Umbenennung in „Wilhelm-Bracke-Gesamtschule, Integrierte Gesamtschule West“.
Am 1. September 1989 eröffnete die Integrierte Gesamtschule Franzsches Feld in Braunschweig an der Grünewaldstraße, an deren Vorbereitung und Entstehung auch die Mitarbeiter der Wilhelm-Bracke-Gesamtschule beteiligt waren. Im selben Jahr wurde die Anzahl der Klassen pro neuem Jahrgang von acht auf sechs reduziert.
Ab 2009 war ein Abriss des alten Gebäudes vorgesehen und ein Neubau nordwestlich des alten Standortes in Planung.
Am 31. Mai 2011 erhielt die Braunschweiger Nibelungen-Wohnbau-GmbH infolge einer Ratssitzung den Auftrag, den Schulneubau europaweit auszuschreiben, zu bauen und 30 Jahre lang zu unterhalten. Während dieser Zeit fungiert die Stadt Braunschweig als Mieter. Einen Tag später startet bereits die kontinentale Ausschreibung mit einem Gesamtkostenvolumen von 34,6 Millionen Euro. Ende November entschied sich das Preisgericht für den Entwurf eines ebenfalls in Braunschweig ansässigen Architekturbüros.
Die Bauarbeiten für das Passivhaus begannen am 3. April 2013, das Richtfest fand bereits am 30. September 2013 statt. Im Juli 2014 waren die Arbeiten am Rohbau nahezu komplett abgeschlossen und die Gerüste waren größtenteils abmontiert.
Am 19. Dezember 2014 fand das letzte Mal planmäßiger Unterricht im Altbau statt. Nach den Weihnachtsferien 2014/2015 zogen am 6. Januar 2015 die 1366 Schüler und ca. 120 Lehrer in die neuen Räumlichkeiten ein.
Auf dem Gelände der alten Wilhelm-Bracke-Gesamtschule existiert seit 2019 ein neues Wohnquartier mit rund 200 preiswerten Miet- und Eigentumswohnungen, das für insgesamt rund 35 Millionen Euro gebaut wurde. Auch hier zeigt sich die Nibelungen-Wohnau-GmbH verantwortlich.

## Schulprofil
Pro Jahrgang (5–10) werden sechs Klassen unterrichtet.
Die Schule verfügt über drei Schulhöfe, einen Sportplatz, einen Schulgarten und zwei Sporthallen, wovon man sich eine mit der anliegenden Grundschule teilt, und einer größeren Halle, die vom Altbau stammt.
Die Wilhelm-Bracke-Gesamtschule wurde mehrfach mit dem Titel Umweltschule in Europa ausgezeichnet.
Für den Deutschen Schulpreis war sie 2014 nominiert und gehörte somit zu den 15 besten Schulen in der Bundesrepublik.

## Architektur

### Neue Wilhelm-Bracke-Gesamtschule
Sie besitzt drei Ebenen und teilt sich in drei Gebäude auf, welche architektonisch verbunden sind. Der Haupteingang befindet sich in Gebäudeteil A, wo sich alle Fachräume, Aula, Verwaltung, das großzügige Foyer und der an der Decke hängende Freizeitbereich („Schwalbennest“) befinden. Des Weiteren besitzt Gebäudeteil A noch ein Kellergeschoss, wo sich die Haupttoiletten für die Schüler befinden.
In den Gebäuden B und C sind die Klassenräume mit je einem sogenannten Marktplatz untergebracht, um den sich ein Jahrgang ansiedelt. Einen zusätzlichen Oberstufenbereich gibt es nicht, jedoch findet der Oberstufenunterricht weitgehend im zweiten Obergeschoss in Gebäudeteil C statt. In Gebäude C befindet sich im Erdgeschoss zudem noch die öffentliche Stadtteilbücherei.
Die drei Etagen verbinden insgesamt acht Treppenaufgänge, wovon sich die Haupttreppe mit ihren Sitzmöglichkeiten grundlegend abhebt.

### Alte Wilhelm-Bracke-Gesamtschule
Die meisten Klassenzimmer (Jahrgänge 6 bis 13) fanden sich im ersten Obergeschoss. Im Erdgeschoss befand sich die Schulstraße, in der sich die Schüler während der Pausen aufhalten konnten, die kostenlosen Schließfächer sowie die Verwaltung und mehrere Gemeinschaftsräume wie Mensa, Bücherei und Forum. Es dominierten die Farbtöne Grün und Orange.